# Fanny Loinger
Pour les articles homonymes, voir Loinger.
Fanny Loinger, plus tard Fanny Loinger-Nezer, née le 29 mai 1915 à Strasbourg et morte dans la même ville le 13 mai 1992, est une infirmière et résistante juive française, qui avec son frère, Georges Loinger, fait partie du Réseau Garel (Lyon, 1942-1944). Elle sauve 400 enfants juifs de la déportation.

## Biographie
Fanny Loinger est née à Strasbourg, le 25 mai 1915, dans une famille de sept enfants, juive orthodoxe, de Mina Werzberg, née en Roumanie et Salomon Loinger, né en Pologne Son père vend des meubles et sa mère est une femme au foyer. 
Elle est la quatrième enfant.
Tous les enfants Loinger fréquentent, à Strasbourg, la Hatikwa, mouvement de jeunesse sioniste.
En 1936, elle part pour la Palestine mandataire, avec un certificat d'immigration, après avoir été dans une ferme école du HeHalutz en France. De 1936 à 1938, elle est membre du kibboutz Na'an, (du mouvement Hanoar Haoved Véhalomed) dont les 4 valeurs idéologiques et fondatrices du mouvement sont : le sionisme, le socialisme, la paix et la démocratie.
Elle retourne en France, en 1938, pour terminer ses études d'infirmière. Elle est diplômée de l’école d’infirmières-assistantes sociales de Strasbourg.
Fanny Loinger est une sœur de Georges Loinger,, (né le 29 août 1910 à Strasbourg), de Charles Loinger (né en 1920 à Strasbourg) et de Yvette Loinger, la mère de Yardena Arazi.
Sa sœur Emma (Emilie) Loinger, née le 25 septembre 1913 à Strasbourg, épouse de Erich Arnold Lederer, né à Diersbourg (Hohberg) dans le Bade-Wurtemberg (Allemagne), le 25 avril 1913, français par naturalisation, fait également partie de la Résistance. Elle travaille à l'Œuvre de secours aux enfants (OSE), depuis 1939.

### Dans la Résistance
De Strasbourg, elle va à Bordeaux (Gironde), puis à Périgueux (Dordogne), où une grande partie de sa famille se réfugie. Elle travaille à l’hôpital de Strasbourg, replié à la cité-sanitaire de Clairvivre (Salagnac), Dordogne
En 1941, son amie Andrée Salomon, responsable du service social de l’Œuvre de secours aux enfants (OSE), la recrute pour s’occuper des Juifs étrangers, réfugiés à Marseille dans les hôtels Bompart et du Levant, en attente d’un visa d’immigration vers les États-Unis. En août 1942, lorsque ces Juifs étrangers sont transférés au camp des Milles (Aix-en-Provence, Bouches-du-Rhône), elle décide de les accompagner comme internée volontaire, afin de faire sortir les enfants du camp.
Fanny Loinger, dite Stéphanie Laugier, devient dans le Réseau Garel (Lyon, 1942-1944) responsable du Sud-Est, c'est-à-dire les départements de l'Ardèche, de l'Isère, de la Drôme, de la Savoie, des Hautes-Alpes, des Basses-Alpes,, à Limoges (Haute-Vienne),,. Elle sauve 400 enfants.
Sa sœur Emma (Emilie) fait également partie de la Résistance.
Elle est une cousine du mime Marcel Marceau, lui aussi membre de la Résistance.

### Après la Guerre
Ce n'est qu'après la Seconde Guerre mondiale que Georges Loinger et Fanny Loinger découvrent qu'ils faisaient de la Résistance et dans le même Réseau Garel .
Fanny Loinger est détachée par l’OSE au American Jewish Joint Distribution Committee (Joint) pour travailler dans des camps de DP (personnes déplacées) en Allemagne et en Autriche.
Elle accompagne 350 enfants et adolescents rescapés du camp de Buchenwald vers la Suisse, pour qu’ils y soient soignés.
Elle dirige la maison d’enfants de Hausmanstaetten, près de Graz, en Styrie (Autriche).

### Famille
En 1949, Fanny Loinger rencontre Heinrich Nezer, un Juif allemand. Ils se marient à Paris en 1950, et s'installent en Israël. Ils ont deux filles jumelles, Iris et Tamar, nées le 5 décembre 1952.

## Reconnaissance
- À Créteil, le Centre Socio-éducatif de l'œuvre de secours aux enfants (OSE) est nommé Centre Socio-éducatif Fanny-Loinger[22]